# 伯尔德县
伯尔德县（Landkreis Börde）是德国萨克森-安哈尔特州的一个县，于2007年7月1日由原伯尔德县和奥勒县合并而成，首府哈尔登斯莱本。